# Movimiento de Bases Hayistas
El Movimiento de Bases Hayistas (MBH) fue un partido político peruano, escindido del Partido Aprista Peruano y fundado en 1981 por Andrés Townsend.

## Historia
Liderado por Andrés Townsend y Francisco Diez-Canseco Távara, el partido afirmaba ser el verdadero heredero de la ideología de Víctor Raúl Haya de la Torre, ya que el Partido Aprista Peruano se acercó a una agenda más populista bajo el liderazgo de Armando Villanueva del Campo (quien perdió las elecciones generales de 1980 ante Fernando Belaúnde Terry) y Alan García, siendo este último quien ganó la presidencia en 1985.
Su debut electoral ocurrió en las elecciones municipales de 1983, donde la lista para el Concejo Provincial de Lima estaba encabezada por Francisco Diez-Canseco, seguido por Alberto Borea, José Zegarra Puppi, Guillermo Oshiro, Rosa Quiñónez y José Ugaz Cárdenas.
Para las elecciones generales de 1985, Townsend y el partido llegaron a un acuerdo con el Partido Popular Cristiano para postularse bajo la coalición denominada «Convergencia Democrática». El candidato presidencial de la coalición, Luis Bedoya Reyes, obtuvo el 11,9% del voto popular, quedando en tercer lugar. A su vez, la alianza obtiene 7 senadores y 12 diputados electos para el periodo 1985-1990. 
| Región         | Nombre                  | Número de Votos |
| -------------- | ----------------------- | --------------- |
| Distrito Único | Andrés Townsend Ezcurra | 106,468         |

| Región | Nombre                                | Número de Votos |
| ------ | ------------------------------------- | --------------- |
| Ica    | César Ricardo Larrabure Gálvez        | 6,088           |
| Lima   | Francisco Ernesto Diez-Canseco Távara | 86,886          |

En las elecciones de 1990, el MBH concurrió en solitario, presentando listas de candidatos para la Cámara de Diputados y el Senado. No logró obtener escaños y posteriormente el partido no se ha vuelto a presentar en elecciones.

## Resultados electorales

### Elecciones generales
| Año  | Fórmula presidencial  | Fórmula presidencial  | Fórmula presidencial  | Fórmula presidencial    | Votos                 | %                     | Resultado             | Notas                                         |
| Año  | Presidente            | Presidente            | Vicepresidentes       | Vicepresidentes         | Votos                 | %                     | Resultado             | Notas                                         |
| ---- | --------------------- | --------------------- | --------------------- | ----------------------- | --------------------- | --------------------- | --------------------- | --------------------------------------------- |
| 1985 |                       | Luis Bedoya Reyes     | 1.º                   | Andrés Townsend Ezcurra | 773 705               | \| \| 11,88 % \|      | 3.º                   | Parte de la alianza Convergencia Democrática. |
| 1985 | 2.º                   | Luis Bedoya Reyes     | Esteban Rocca Costa   |                         | 773 705               | \| \| 11,88 % \|      | 3.º                   | Parte de la alianza Convergencia Democrática. |
| 1990 | No presentó candidato | No presentó candidato | No presentó candidato | No presentó candidato   | No presentó candidato | No presentó candidato | No presentó candidato | No presentó candidato                         |
| 1990 | 11,88 %               |                       |                       |                         |                       |                       |                       |                                               |

### Elecciones parlamentarias
|  | 11,18 % |

|  | 11,08 % |

|  | 0,25 % |

|  | 0,11 % |